# کریس سانده
کریس سانده (انگلیسی: Chris Sande؛ زادهٔ ۱۰ february ۱۹۶۴ (۶۱ سال)) ورزشکار بوکس اهل کنیا است.
وی در مسابقات کشوری و بین‌المللی در مجموع برندهٔ ۱ مدال برنز شده‌است.